# Marcellus av Ancyra
Marcellus, biskop av Ancyra i Galatien, uppträdde på kyrkomötet i Nicaea 325 som ivrig försvarare av Sonens väsensenhet med Fadern (homousi), vilken av Arius blivit förnekad. Men då Marcellus sedermera i en (mestadels förlorad) skrift även bekämpade arianismen, råkade han själv ut i olyckliga teologiska spekulationer (sabellianskt färgad treenighetslära) och blev avsatt på en synod i Konstantinopel 336. (Hans anhängare i Ancyra, marcellianerna, höll emellertid fortfarande troget fast vid honom och sökte genom en beskickning till Athanasius rättfärdiga sig själva och sin lärofader). Biskop Eusebios av Caesarea erhöll därjämte uppdrag att vederlägga honom, vilket skedde i 2 böcker med titeln "Contra Marcellum". I Västerlandet lyckades Marcellus bli förklarad för renlärig, på synoden i Rom 340 och i Sardica 343. Men hans lärjunge Fotinos mer öppet uttalade villoläror kastade sin skugga även över Marcellus, så att också den västerländska kyrkan måste låta honom falla. Han fördömdes av biskop Darasus omkring 380 och i Konstantinopel 381. Han var då redan död (omkring 374).